# NW B
La NW type B est une automobile fabriquée par Nesselsdorfer Wagenbau-Fabriks-Gesellschaft A. G. (NW, devenue Tatra). À l'origine, deux voitures ont été faites sous le nom de Neuer Vierer (Nouvelle Quatre Places) pour l'année 1901, mais plus tard, la même voiture a été fabriquée sous le nom de type B entre 1902 et 1904, à 36 exemplaires. En 1904 également une autre variante de la conception a été faite (8 pièces). 
La voiture a d'abord été une quatre places, d'autres variantes s'y sont ajoutées par la suite, dont des 6 places. La voiture a un châssis rectangulaire et un moteur de 12 chevaux sous le plancher devant l'essieu arrière. Le réservoir de carburant, le réservoir de liquide de refroidissement et le radiateur se situent sous le capot avant. La colonne de direction a volant est inclinée. Les types C, D, E, F suivants ont été produits en petit nombre. En dehors de l' E, ils avaient tous des moteurs quatre cylindres à plat à refroidissement liquide, monté transversalement, directement sous le plancher du pilote.

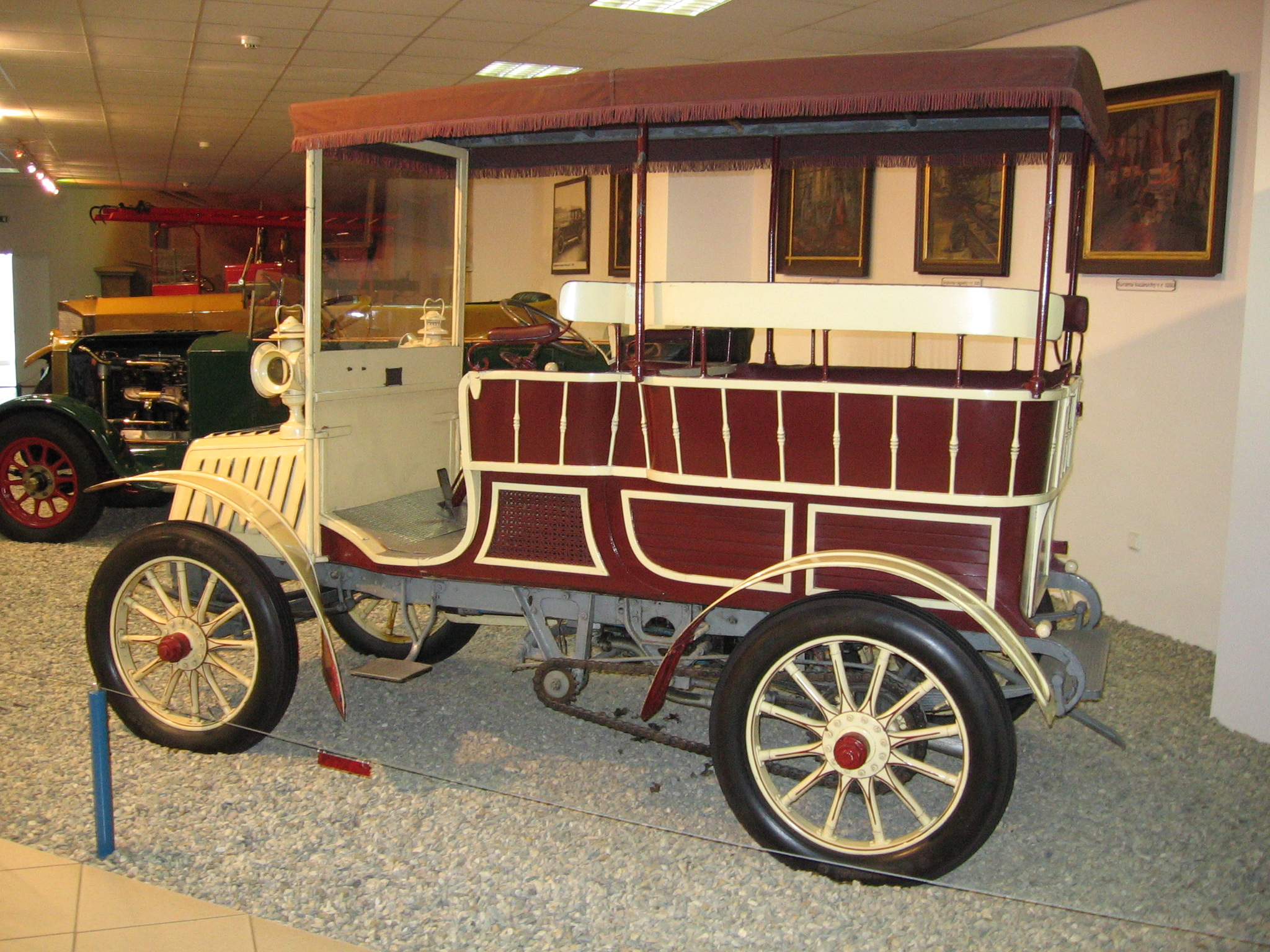
NW B